# Amaury de Merode
Amaury Werner Ghislain François de Merode (* 3. Oktober 1902 in Everberg; † 17. Mai 1980 in Löwen) war ein belgischer Adliger und Motorsportfunktionär. Er war zwischen 1971 und 1975 Präsident der Fédération Internationale de l’Automobile (FIA).
Amaury de Merode entstammte der Linie Everberg des belgischen Adelsgeschlechts Merode. Am 14. Juni 1926 heiratete er in Le Rœulx Marie-Claire von Croÿ (1907–2000) aus der 2. Linie des französischen Adelsgeschlechts Croÿ und Enkelin von Engelbert-August von Arenberg. Das Paar bekam von 1927 bis 1934 drei Kinder.
1930 ging de Merode zur Armee und wurde Offizier im Premier Régiment de Guides. Im Mai 1940 geriet er in Kriegsgefangenschaft und wurde nach Deutschland gebracht. Nach dem Zweiten Weltkrieg wurde er 1952 Mitglied im Vorstand des Royal Automobile Club de Belgique (RACB). 1955 wurde er Präsident des Clubs. Er engagierte sich für eine Verbesserung der RACB-Pannenhilfe und half bei der Organisation von Motorsportveranstaltungen. 1959 wurde de Merode Mitglied des Exekutivkomitees der Fédération Internationale de l’Automobile (FIA) und kurz darauf deren Vizepräsident. Er leitete fünf Jahre lang den FIA-Finanzausschuss und kandidierte zweimal erfolglos für das Amt des Präsidenten der FIA. 1971 wurde er einstimmig für eine Amtszeit von drei Jahren zum neuen FIA-Präsidenten gewählt. Auf der Generalversammlung 1974 wollte de Merode aus Altersgründen nicht mehr für eine weitere Amtszeit kandidieren. Da die FIA sich aber aufgrund der Ölkrise in einer schwierigen Phase befand, wurde er gebeten noch ein weiteres Jahr Präsident zu bleiben, ehe er 1975 aus allen Ämtern ausschied. Sein Nachfolger wurde Paul Alfons von Metternich-Winneburg.
Amaury de Merode wurde 1972 von Otto von Habsburg in den Orden vom Goldenen Vlies aufgenommen. Sei Neffe Alexandre de Merode war Funktionär beim Internationalen Olympischen Komitee.